# Sordoli
Sordoli (Sardoli, Saidoli) ist eine osttimoresische Aldeia im Suco Lourba (Verwaltungsamt Bobonaro, Gemeinde Bobonaro). 2015 lebten in der Aldeia 344 Menschen.

## Geographie
Sardoli liegt im Nordosten des Sucos Lourba. Südwestlich liegt die Aldeia Lourba Leten und südlich die Aldeia Zo-Belis. Im Nordwesten grenzt Sardoli an den Suco Soileco, im Nordosten an den Suco Maliubu, im Osten an den Suco Tebabui und im Südosten an den Suco Carabau. Der Grenze zu Maliubu und Tebabui folgt der Fluss Babalai, der zum Flusssystem des Lóis gehört.
Die Überlandstraße aus Maliana teilt sich an der Westgrenze auf. Entlang der Grenze zu Zo-Belis führt die eine Abzweigung nach Südosten in Richtung Carabau. Sie teilt das an der Straße liegende Dorf Ohobin auf diese Weise in zwei Hälften.
Nach Nordosten führt die andere Abzweigung nach Atsabe. An ihr und eine Seitenstraße befindet sich das Dorf Sordoli. Der Friedhof Sordoli liegt am Nordrand der Aldeia.

## Politik
2023 wurde Domingos Soares zum Chefe de Aldeia gewählt.